# Matthew Tindal
Matthew Tindal (Ferrers, Devon, 1656 - Oxford, 1733) va ser un filòsof anglès.
Considerat com un dels més erudits deistes anglesos, va argumentar que la part essencial del cristianisme és la seva ètica, clarament evident per a la raó natural. Hostil als dogmes i a la intolerància teològica, definí la veritable religió com a natural, racional i de contingut ètic. La seva obra Christianity as Old as the Creation (1730) constitueix una de les principals aportacions al deisme.